# Krauss-Maffei Wegmann
Krauss-Maffei Wegmann GmbH & Co. KG (KMW) là một hãng sản xuất xe cộ, dụng cụ quân đội, với cơ sở chính ở München, chủ yếu là sản xuất xe tăng. Doanh thu 2012 của hãng là 1 tỷ Dollar.
Ngày 1 tháng 7 năm 2014, công ty KMW và Nexter, trực thuộc bộ quốc phòng Pháp, quyết định sẽ nhập lại trong năm 2015. Một tập đoàn kinh tế (holding) sẽ được thành lập với tên là ''Kant'', mà KMW và Nexter, mỗi hãng sẽ giữ phân nửa cổ phần.

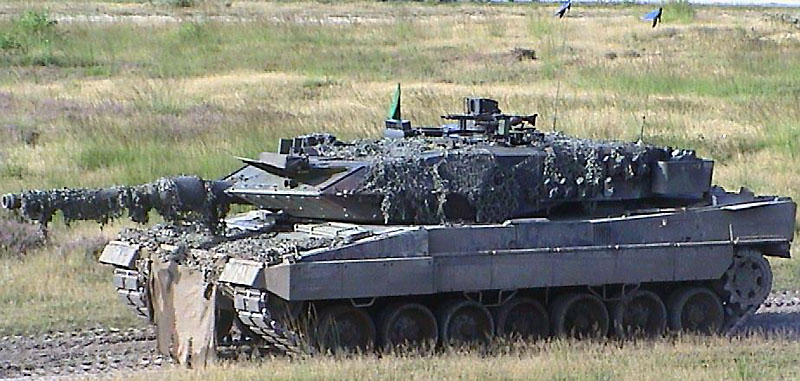
Leopard 2A5 của Krauss-Maffei Wegmann